# ポッリナ
ポッリナ（イタリア語: Pollina; シチリア語: Puòddina）は、イタリア共和国シチリア自治州パレルモ県にある、人口約2,900人の基礎自治体（コムーネ）。

## 地理

### 位置・広がり
パレルモ県東部のコムーネ。チェファルーから東南東へ12km、州都・県都パレルモから東へ70kmの距離にある。

#### 隣接コムーネ
隣接するコムーネは以下の通り。
- カステルブオーノ
- チェファル
- サン・マウロ・カステルヴェルデ